# Smrt Jurije Gagarina
Smrt Jurije Gagarina za nevyjasněných okolností je stále předmětem diskuzí a spekulací. Jurij Gagarin a instruktor Vladimir Serjogin zahynuli dopoledne 27. března 1968 při cvičném letu. Šlo o Gagarinův poslední let s instruktorem na cvičném MiG-15UTI před samostatnými lety na MiGu-17, první dva měly následovat už odpoledne.

## Před letem
Po kosmickém letu (12. dubna 1961) Jurije Gagarina pohltily reprezentační akce. K řízení letadla se dostal až roku 1963, ale létal málo, s přestávkami a pouze s instruktorem. Zatímco v říjnu 1959 měl nálet 265 hodin, před posledním letem pouze 340 hodin a 15 minut. Za celý rok 1967 nalétal jen 8 hodin, naposledy vzlétl 27. listopadu. Když generál Kamanin 30. listopadu zjistil, že Gagarin čeká na letišti na zlepšení počasí, protože chce letět samostatně, přikázal odložit lety na jaro. S tím, že samostatný let je bez důkladnější přípravy nepřípustný. Poté se Gagarin soustředil na dokončení studia a obhajobu diplomové práce na Žukovského vojenské letecké inženýrské akademii v Moskvě.
K létání se vrátil 13. března 1968, do 22. března uskutečnil 18 letů o celkové délce něco přes 7 hodin. Létal z vojenského letiště Čkalovskij, na kterém sídlil letecký pluk přidělený Středisku přípravy kosmonautů. Letiště se nachází 2 km od Hvězdného městečka.

## Letoun

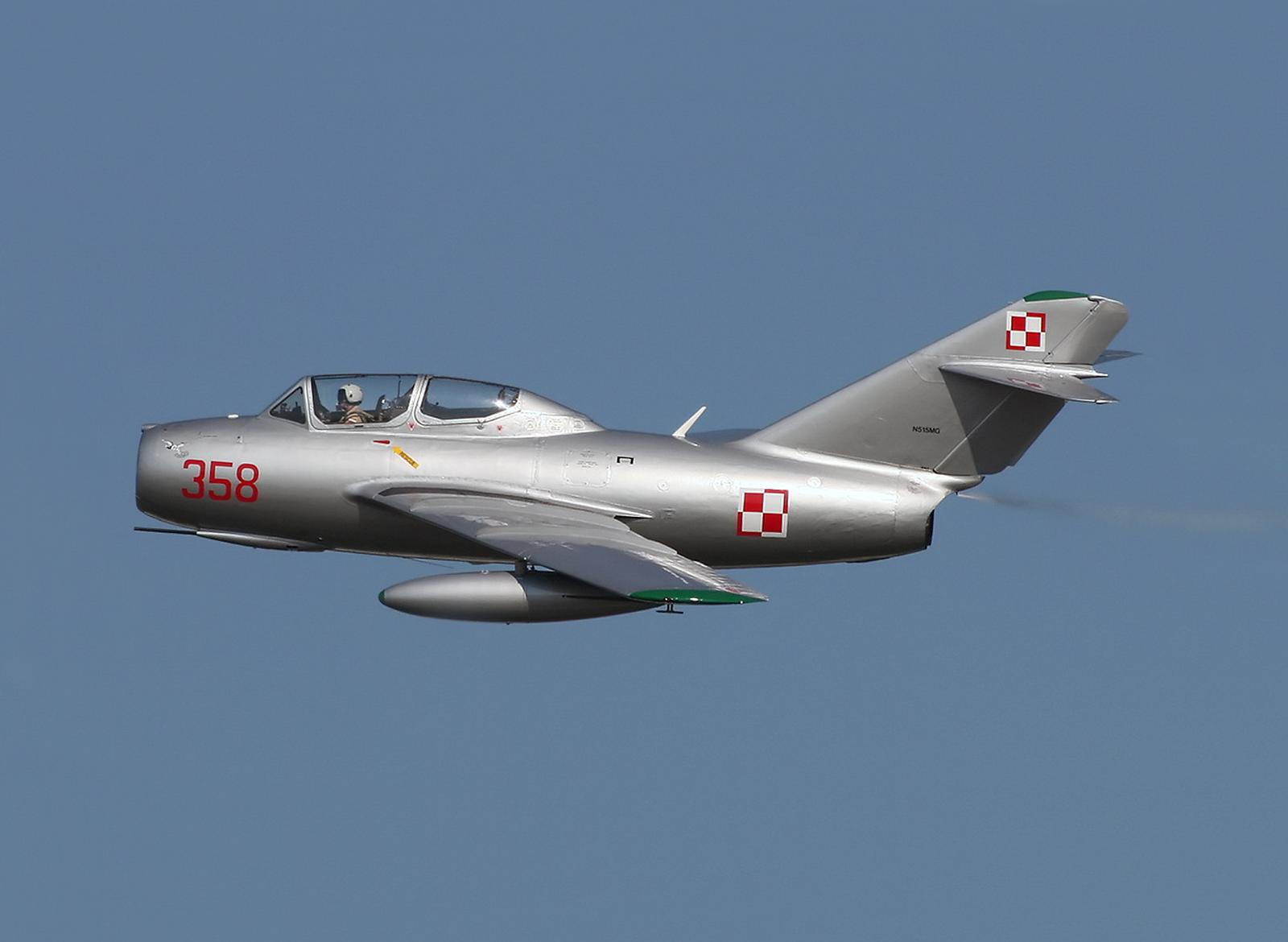
Polský MiG s podvěšenými baky

Použitý dvoumístný letoun (spárka) MiG-15UTI měl výrobní číslo 612739 a vyrobilo jej 19. března 1956 pražské Aero Vodochody. Nalétal 1113 hodin, přičemž prošel dvěma generálními opravami, 13. července 1962 a 30. března 1967. Po druhé generálce z 500 hodin životnosti odlétal 62 hodin. Motor RD-45FA, výrobní číslo 84445а, vyrobený 25. prosince 1954, s životností 100 hodin mezi opravami, prošel čtyřmi generálkami (roku 1957, 1959, 1964 a 1967). Po poslední opravě měl odlétáno 66 hodin a 51 minut. Letoun měl pod křídlem podvěšeny přídavné palivové nádrže (2 baky po 260 l), které zhoršují letové vlastnosti stroje, znatelné je především omezení přípustných manévrů.
V letounu nebyl založen papír do zapisovače letových parametrů.

## Let
Dopoledne 27. března 1968 měl provést poslední let s instruktorem na cvičném MiG-15UTI. Šlo o kontrolní let techniky pilotáže před samostatnými lety na už připraveném MiGu-17, první dva měly následovat odpoledne.
Místo instruktora zaujal plukovník Vladimir Serjogin, od roku 1967 velitel leteckého pluku při Středisku přípravy kosmonautů. Serjogin byl zkušený letec, za války létal na bitevnících Il-2, vynikl a získal titul hrdina Sovětského svazu. Po válce se na Žukovského akademii stal leteckým inženýrem, působil jako zkušební letec (vedoucí zkušební letec u MiGu-15UTI). Roku 1964 získal kvalifikaci letce 1. třídy (potvrzenou 1966 a 1967), roku 1967 zkušebního letce 1. třídy.
Předběžná letová příprava proběhla 26. března od 15. hodiny, Gagarina instruoval kapitán Chmel a prověřil podplukovník Ustimenko. Předletovou přípravu vedl od 9:15 27. března Serjogin, který také potvrdil letový list.
Gagarinovu psychiku mohly latentně ovlivnit zdravotní problémy jeho manželky, jeho instruktor zase absolvoval těsně před letem ostřejší rozhovor s velitelem výcviku, gen. Kuzněcovem. Ten se stal také příčinou 19minutového zpoždění vzletu. Navzdory tomuto zpoždění vzlétali piloti s ne zcela přesnými informacemi o počasí, neboť zálet na počasí se toho dne poněkud opozdil.
Let probíhal mezi dvěma vrstvami téměř souvislé oblačnosti, tedy za ztížených povětrnostních podmínek. Spodní vrstva mraků se nacházela ve výšce od 500–600 do 1500 m, horní mezi 4500 a 5500 m. Blížila se studená fronta.
Pozemní radiolokační zařízení nepracovalo standardně, měření výšek nebylo k dispozici, stejně jako zařízení pro fotodokumentaci obrazovek.
Gagarin se Serjoginem vzlétli v 10:19, v 10:26 Gagarin zahájil v určené zóně ve výšce 4 200 m trénink. V 10:30 ohlásil Gagarin klidným hlasem splnění úkolu a zažádal o povolení k návratu. Řídící létání návrat bez otázek povolil, ačkoli cvičení mělo trvat nejméně 20 minut.
Příčinou takového rozhodnutí o zkrácení výcviku mohl být například vývoj počasí.
Poté se Gagarin ani Serjogin už neozvali. Trosky letounu byly nalezeny o několik hodin později 65 km od letiště, u vesnice Novoselovo (56°2′48″ s. š., 39°1′35″ v. d.).

## Vyšetřování
Okolnosti Gagarinova posledního letu šetřila zprvu komise ministerstva obrany vedená maršálem Konstantinem Veršininem, jmenovaná večer 27. března. 28. března byla jmenována vládní komise, které předsedal tajemník ÚV Dmitrij Ustinov. Ta určila čtyři podkomise:
- pro šetření stavu přípravy pilotů a organizace letu,
- pro šetření stavu letadla,
- pro šetření způsobu leteckého výcviku kosmonautů,
- pro přípravu závěrečné zprávy.[14]

Do poloviny července podkomise nakupily 29 svazků výpovědí a rozborů, nicméně jednoznačně určit příčinu pádu letounu se nepodařilo.
Na místě dopadu letounu se podařilo shromáždit trosky o 95 % suché váhy letadla. Vyšetřovatelé zhodnotili přípravu letadla jako správnou a v souladu s předpisy. Vyšetřování vyloučilo negativní ovlivnění posádky alkoholem nebo jinými drogami, zavrhlo i možnost výbuchu na palubě letadla. Dospělo k závěru, že všechny systémy letadla fungovaly až do srážky se zemí normálně, podařilo se rekonstruovat, co ukazovaly ručičky palubních přístrojů v moment srážky se zemí a určit čas nárazu (10:31). Po nárazu nevznikl požár. Motor pracoval až do nárazu (měl 9–10 tisíc otáček za minutu), letci se nepokusili katapultovat. Na zbytcích letadla nebyly nalezeny žádné stopy po srážce s cizím tělesem (meteorologickou balónovou sondou, ptákem, jiným letadlem). Ani v okolí místa dopadu nebyly nalezeny zbytky sondy ani ptáků. Po kontrole leteckého provozu byla vyloučena možnost srážky s jiným letadlem.
Vyšetřovatelé předpokládali, že v okamžiku posledního hlášení se stroj nacházel v ustáleném letu na výšce cca 4 km a po povolení k návratu zahájil levou zatáčku. O tom, co pak následovalo, neměli vyšetřovatelé žádné informace, znali pouze parametry letu v okamžiku nárazu do terénu přibližně o minutu poté. Je zřejmé, že za takové situace nebylo snadné dojít k jednoznačnému závěru, a zároveň, že tento stav podporuje vznik rozličných hypotéz.
Na základě mj. studia pozemní situace, trosek letounu (např. otisku ruček přístrojů do stupnic při nárazu) a znalosti letových vlastností stroje dospěla komise k názoru, že při vylétnutí ze spodní vrstvy oblačnosti letělo letadlo střemhlav, pod úhlem −70 nebo až −90° vzhledem k horizontu (tj. téměř kolmo k zemi). Od chvíle dopadu se úhel náklonu trajektorie letu snížil na −50°, úhel náběhu byl 20°, rychlost 190 m/s (684 km/h), vertikální složka rychlosti 145 m/s, přetížení kolem 10 G.
Smrt prvního kosmonauta planety byla šokující. Případný viník musel počítat s ostrým odsouzením veřejností. Členové státní komise si byli tohoto postoje obyvatelstva vědomi a v leckdy bouřlivých diskuzích o zjištěných faktech prosazovali vyvinění svých resortů a snažili se zaměřit pozornost na jiné. Tak členové podkomisí za vojensko-průmyslový komplex a ÚV hledali příčinu nehody všude, jen ne v selhání techniky. Zástupci letectva zodpovědní za výcvik a kosmonauti zase odmítali pilotní chybu.
Vedení komise prosadilo závěr, že pravděpodobnou příčinou neštěstí byl prudký úhyb před mrakem, nebo balónovou sondou, s následným přechodem letounu do pádu či vývrtky v obtížných meteorologických podmínkách. Proti takovému tvrzení však protestovali mnozí členové komise. I kosmonauti Titov, Nikolajev, Popovič, Bykovskij a Beljajev v dopise zaslaném Ustinovovi výrok komise odmítli.
Spory mezi zainteresovanými skupinami se vedení státu rozhodlo uklidnit mlčením. Za politicky neúnosné považovalo jak veřejné obvinění dvou hrdinů Sovětského svazu z chyb, tak prohlášení o selhání techniky nebo o nepořádcích na letišti. Proto se omezilo na promítnutí závěru státní komise do usnesení ÚV a vlády, které vyslovilo pokárání generálům letectva zodpovědných za nepořádky a porušování předpisů na letišti. Výsledky vyšetřování nebyly zveřejněny. Trosky stroje byly uloženy do zapečetěných sudů a zůstaly uloženy ve skladu.
Vydání vyšetřovací zprávy nakonec zaniklo v záplavě zpravodajství, spojené se vstupem vojsk států Varšavské smlouvy do Československa.
Po 45 letech od havárie v roce 2013 kosmonaut Alexej Leonov uvedl, že zpráva byla zmanipulovaná. Ve zveřejněné zprávě měl být změněn čas exploze po sonickém třesku stíhacího letadla Suchoj Su-15 na 15 až 20 sekund, což by znamenalo, že letadla byla od sebe vzdálena 50 km. V originále jím psané zprávy ovšem byl tento čas půldruhé až dvě sekundy. Manipulace měla dle něj zakrýt velký omyl pilota letounu Suchoj Su-15 v blízkosti Moskvy, kde měl létat ve výšce 10 000 m.

## Teorie
Neexistence jasné oficiální verze vedla ke spekulacím a fámám. V průběhu doby, zejména po uvolnění kontroly nad tiskem v polovině 80. let, se objevilo několik více či méně pravděpodobných teorií snažících se vysvětlit neštěstí. Na spekulace reagovali roku 1987 člen původní vyšetřovací komise profesor Žukovského akademie Sergej Belocerkovskij a kosmonaut Alexej Leonov zveřejněním rozboru nehody založeného na výsledcích vyšetřování. Rozbor Belocerkovskij zopakoval a rozšířil roku 1992 a 1997. Od roku 1997 jsou z deníků generála Kamanina známy některé podrobnosti vyšetřování a i závěry státní komise oficiálně odtajněné v dubnu 2011.

### Zanedbání bezpečnosti
Nezanedbatelný význam při havárii mělo porušování bezpečnostních předpisů na letišti Čkalovskij. Problémy trvaly léta a byly vytýkány Serjoginovi i v osudný den.
Pro poměry na letišti bylo typické, že komise nebyla schopna přesně zjistit, jaký úkol měl Gagarin ve vzduchu plnit. Belocerkovskij se nezmiňuje o přítomnosti Serjogina na předběžné přípravě, pravděpodobně se jí neúčastnil. Navíc letový list Gagarinovi (a Serjoginovi) nepodepsal řídící letů, ale sám Serjogin. Obojí bylo v rozporu s předpisy. Hrubým narušením bezpečnosti letů byl start Gagarina ještě před přistáním letadla meteorologického průzkumu a seznámením pilotů s aktuálním stavem počasí. Zbytečné přídavné nádrže, omezující přípustné manévry, letadlo nemělo nést. A nakonec, vzhledem ke ztíženým povětrnostním podmínkám neměl být let vůbec povolen.

### Vnější příčina
Podle názoru Belocerkovského a Leonova se po ohlášení návratu na letiště Gagarin začal točit z kursu 70° (kterým letěl) na 320° (směr k letišti) a klesat. Blízko horní hranice spodní vrstvy oblačnosti zasáhla nějaká rušivá vnější příčina. Snad se piloti snažili vyhnout hejnu ptáků, nebo mraku, který považovali za hejno či za balónovou sondu, nebo vlétli do úplavu za jiným letounem  , nebo letadlo srazil silný poryv větru, který se mohl objevit v souvislosti s přicházející studenou frontou. Pod jejím vlivem došlo k pádu letadla po křídle, nebo i do vývrtky. Piloti se zorientovali po vylétnutí ze spodní základny oblačnosti, pokoušeli se letadlo srovnat, ale kvůli malé výšce se jim to už nepodařilo. V 10:31 narazili do země. Motory i všechny systémy letadla fungovaly bezchybně až do nárazu, piloti se snažili do posledního okamžiku vybrat střemhlavý let, k úspěchu jim podle Belocerkovského chybělo jen 250–300 metrů výšky. Jinde uvádí i 150 m.
Belocerkovského teorie není bez slabých míst. Kritici už od roku 1968 poukazují na mnoho hypotetických „nebo“ při uvádění příčin pádu letadla. Také tvrzení o aktivním boji za život v závěru letu, při přetížení 10 G, je předmětem pochybností.
Leonov vnější příčinu, konkrétně úplav za jiným letounem po 45 letech od havárie v roce 2013 potvrdil s tím, že šlo o stíhací letadlo Suchoj Su-15, které letem ve výšce 400 až 500 m porušilo letový řád. Toto porušení potvrzuje i svědectví svědka, který tuto stíhačku viděl vylétnout z mraků se zapnutým přídavným spalováním. Podle Leonova „proud plynů z výstupní trysky roztočil Gagarinovo letadlo do ploché vývrtky, nebo přesněji řečeno do sestupové spirály v rychlosti 750 km/h.“ Ruská televize uvedla, že existuje i záznam, kde generál Zapolskij vytýká pilotovi letounu Su-15 zavinění tragédie.
Nevinu posádky prosazoval při vyšetřování generál Kamanin a kosmonauti. Ti ve výše zmíněném dopisu považovali úvahy o úhybu před mrakem za hloupost urážející Gagarina i Serjogina. Argumentovali analýzou zkušebních letců, podle které příčinou pádu letadla bylo nejspíše to, že piloti dočasně ztratili kontrolu nad letadlem v důsledku srážky s balónovou sondou nebo výbuchu v kabině. Na podporu své verze uvedli zjištění vyšetřovatelů, že údaje palubních přístrojů svědčily o narušení hermetičnosti kabiny. Upozornili, že nebylo nalezeno 62 % pohyblivého krytu kabiny a na řadu svědectví o výbuších v oblasti letu. Kamanin se ve svých zápiscích navíc uvádí, že kosmonauti Leonov, Bykovskij a Popovič slyšeli hlasitý třesk či výbuch právě v 10:30. A připomíná nálezy meteorologických balónových sond v oblasti katastrofy.

### Chyba posádky
Další skupina hypotéz se točí okolo selhání posádky. Generál Nikolaj Kuzněcov, tehdejší velitel Střediska přípravy kosmonautů, vysvětloval nehodu infarktem Serjogina. Serjogin podle něho byl rozrušený po ostré diskuzi s nadřízenými, kteří mu vytýkali nepořádky při organizaci letů. Jeho tělo se mohlo navalit na řízení a znemožnit Gagarinovi zachránit situaci.
Kosmonaut Vladimir Aksjonov, který se ten den účastnil letů simulujících stav beztíže, považuje za pravděpodobnou příčinu katastrofy pilotní chybu Serjogina. Odvolává se přitom na stejný názor Sergeje Anochina, zkušebního letce, tehdy inženýra CKBEM a člena vyšetřující komise. Meteorologickou situaci líčí odlišně než Belocerkovskij. Podle Aksjonova spodní kraj téměř souvislé vrstvy mraků ležel v 600 metrech, nad ní byly hustá oblaka s nevelkými mezerami až do 4000 metrů. Výše byla velmi dobrá viditelnost. Předpokládá, že při návratu na letiště se Serjogin rozhodl rázně snížit výšku ve střemhlavém letu, ale nezorientoval se v mracích, možná místně hustších, a po vylétnutí z oblak už na vyrovnání letadla neměl výšku.
Bývalý pilot ČSLA Josef Pavlík uvedl, že je možná Gagarinova pilotní chyba při provádění zatáčky a pád po křídle. Následně piloti mohli při letu v mracích podlehnout iluzi a ztratit prostorovou orientaci. Podobný názor vyslovil i jiný bývalý pilot Vladimir Čikin.

### Technické příčiny
Letecký inženýr Kozyrev se domníval, že příčinou nehody bylo zhasnutí motoru při průletu mraky. Za důkazy svého názoru považoval stav motoru v moment nárazu – zejména ukazatel teploty spalovací komory blízký nule (odvolával se na rozhovor s účastníkem vyšetřování). Piloti podle něj zahynuli při pokusu o nouzové přistání. O katapultování se nepokusili, minimální výška pro použití katapultu byla totiž 800 metrů, vyšší než výška po výletu z mraků a zorientování se.
Počátkem roku 2007 tým vědců a leteckých odborníků pod vedením leteckého inženýra Igora Kuzněcova sepsal petici, požadující obnovení vyšetřování příčiny smrti Jurije Gagarina. Tato žádost, předložená ruské vládě, však byla zamítnuta. Tým vedený inženýrem Igorem Kuzněcovem se domníval, že skutečnou příčinou havárie byla spíše technická závada – nedovřený vyrovnávací ventil v kokpitu letounu. Kabina tak nebyla hermeticky uzavřená a posádka se proto, v souladu s předpisy, rozhodla pro předčasný návrat a klesání do 2000 metrů. Serjogin, známý oblibou razantních manévrů, zahájil prudký sestup. Počáteční hypoxie, následovaná prudkým nárůstem tlaku v kabině a přetížením vedla podle Kuzněcova ke ztrátě schopnosti pilotů včas reagovat a vyrovnat letoun.
V říjnu 2015 se v českém tisku rovněž objevil názor bývalého českého vojenského pilota Rostislava Sáčka (narozen 18. března 1934), který v létě 1959 zažil v roli instruktora při cvičném letu s letounem MiG-15UTI neobvyklou technickou závadu řídicí páky, v jejímž důsledku mohl let skončit nárazem do země. Střemhlavý pád se podařilo Rostislavu Sáčkovi tehdy ukončit zhruba 200 metrů nad zemí déletrvajícím přepnutím vyvážení těžiště letadla, jež včas uvolnilo zablokovanou páku.

### Bulvární a konspirační teorie
K teoriím bulvárního charakteru patří v Rusku populární tvrzení o nehodě pod vlivem vypité vodky. Mezi konspirační teorie patří tvrzení o smrti Gagarina a Serjogina 9. března při obletu Měsíce. V červenci 1990 uspořádal známý maďarský spisovatel István Nemere tiskovou konferenci, kde prezentoval sérii nedoložených domněnek z různých zdrojů o Gagarinovi jako svůj výzkum. Zpochybnil jeho prvenství v kosmu a tvrdil, že byl po hádce s Leonidem Břežněvem zavřen do blázince a sprovozen ze světa. Velká celosvětová publicita konference pak podnítila další a další dohady. Na důstojníka KGB Venjamina Rusajeva, doprovázejícího Gagarina při jeho cestách, se odvolává verze o vražedném spiknutí. Podle ní je okolí Brežněva, obávající se kritiky okolností letu Sojuzu 1, zodpovědné za Gagarinovu smrt.